# HD 93250
نجم إتش دي 93250 في الفلك (بالإنجليزية: HD 93250) هو نجم عملاق بالغ الكتلة، تبلغ كتلته 118 كتلة شمسية ويوجد في كوكبة القاعدة. يحتل هذا النجم حاليا المركز الثامن في قائمة أكبر النجوم كتلة.